# فرلند (مریلند)
فرلند (به انگلیسی: Freeland) یک منطقهٔ مسکونی در ایالات متحده آمریکا است که در شهرستان بالتیمور، مریلند واقع شده‌است.